# 프랑스 국립지방연극센터
프랑스 국립지방연극센터(de Centre national du théâtre)는 프랑스의 연극 기관이다.
연극의 지방분산은 이미 제미에, 뒤랭 등에 의해 제2차 세계대전 전부터 외쳐졌으나, 코포에게서 배운 장 다스테가 그르노블에서, 모리스 사라장이 툴루스에서 헌신적인 노력을 기울이고, 문부성의 장 롤랑 여사의 깊은 이해와 원조가 열매를 맺어서 1947년 최초의 동부연극(東部演劇)센터가 코르말에 설립된 데 이어 11개의 센터가 생겼다. 이들 중에는 국가의 보조금에 의한 것과 지방자치단체의 원조에 의지하고 있는 것 등이 있는데, 전자는 순업(巡業)을 주로 하며 후자는 상실 소극장을 이용하는 것 외에는 연극활동에 있어서의 차별은 없으며, 연간 300명의 배우가 70종 이상의 연극을 상연하여 각 지방에서 140만의 관객을 동원하고 있다. 이 중에서는 앞서 말한 다스테, 사라쟝과 같은 베테랑 연출가 외에 자크 파아브리, 앙드레 레이바즈, 로제 프랑숑과 같은 신진 연출가·배우가 태어나, 아르망 가티와 같은 작가나 르네 아리오와 같은 장치가를 세상에 내놓고 있다.